# Ньюелд (Вісконсин)
Ньюелд (англ. Newald) — переписна місцевість (CDP) в США, в окрузі Форест штату Вісконсин. Населення — 70 осіб (2020).

## Географія
Ньюелд розташований за координатами 45°44′23″ пн. ш. 88°42′2″ зх. д. / 45.73972° пн. ш. 88.70056° зх. д. (45.739588, -88.700487).  За даними Бюро перепису населення США в 2010 році переписна місцевість мала площу 2,12 км², уся площа — суходіл.

## Демографія
Згідно з переписом 2010 року, у переписній місцевості мешкало 95 осіб у 45 домогосподарствах у складі 28 родин. Густота населення становила 45 осіб/км².  Було 103 помешкання (49/км²).
Расовий склад населення:
| - 98,9 % — білих - 1,1 % — корінних американців |

До двох чи більше рас належало 0,0 %. Частка іспаномовних становила 0,0 % від усіх жителів.
За віковим діапазоном населення розподілялося таким чином: 16,8 % — особи молодші 18 років, 56,9 % — особи у віці 18—64 років, 26,3 % — особи у віці 65 років та старші. Медіана віку мешканця становила 50,5 року. На 100 осіб жіночої статі у переписній місцевості припадало 126,2 чоловіків;  на 100 жінок у віці від 18 років та старших — 119,4 чоловіків також старших 18 років.
Середній дохід на одне домашнє господарство  становив 43 346 доларів США (медіана — 37 917), а середній дохід на одну сім'ю — 49 436 доларів (медіана — 53 750). За межею бідності перебувало 7,0 % осіб, у тому числі 11,1 % дітей у віці до 18 років та 3,1 % осіб у віці 65 років та старших.
Цивільне працевлаштоване населення становило 57 осіб. Основні галузі зайнятості: освіта, охорона здоров'я та соціальна допомога — 26,3 %, мистецтво, розваги та відпочинок — 22,8 %, роздрібна торгівля — 14,0 %, виробництво — 12,3 %.